# Nyctalus plancyi
Nyctalus plancyi е вид бозайник от семейство Гладконоси прилепи (Vespertilionidae).

## Разпространение
Видът е разпространен в Китай (Анхуей, Гансу, Гуандун, Гуанси, Гуейджоу, Джъдзян, Дзилин, Дзянси, Дзянсу, Ляонин, Пекин, Съчуан, Фудзиен, Хубей, Хунан, Хънан, Шандун, Шънси и Юннан), Тайван и Хонконг.